# Phallus

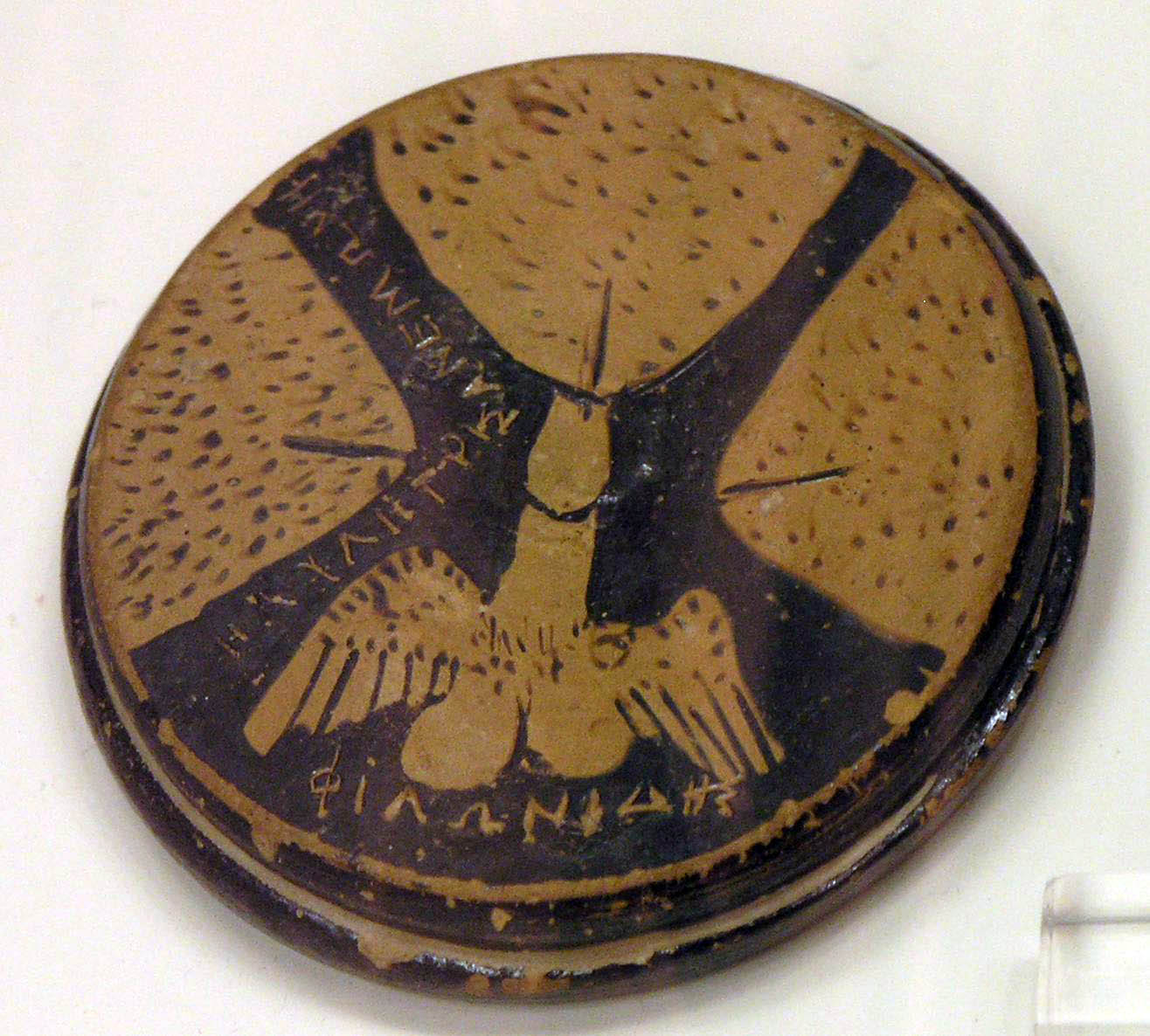
„Geflügelter Phallus“ aus dem 5. Jh. v. Chr., Archäologisches Nationalmuseum, Athen

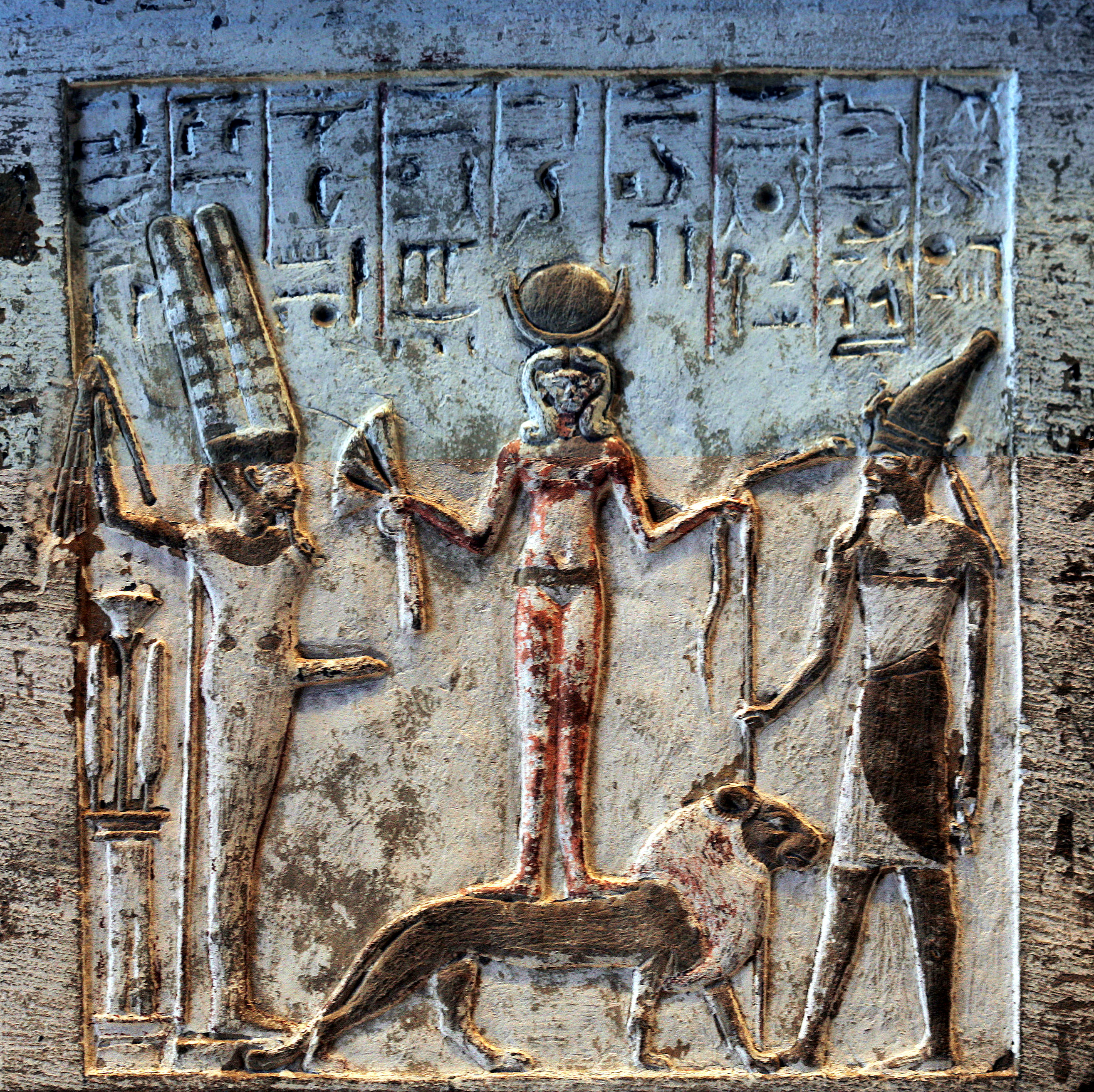
Altägyptisches Relief des Gottes Min mit erigiertem Penis (links), der nackten Fruchtbarkeitsgöttin Qadesch (Mitte) und des Wettergottes Reschef (rechts)

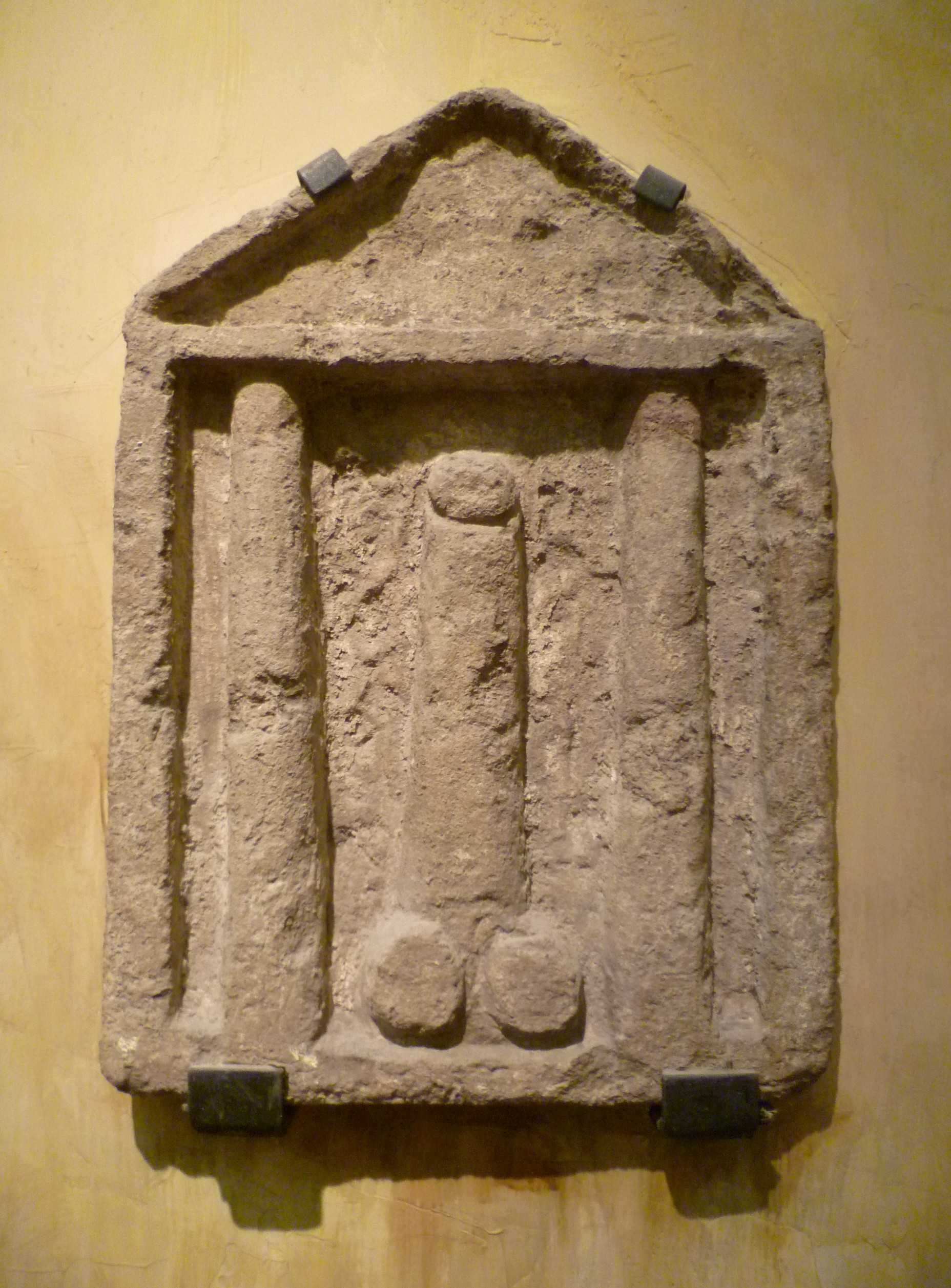
Phallus mit Tempel, Relief aus Pompeji

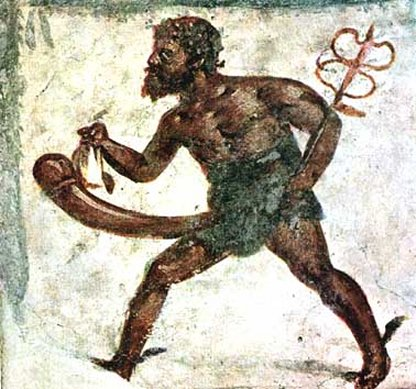
Wandzeichnung in Pompeji: Mercurius mit Ithyphallus

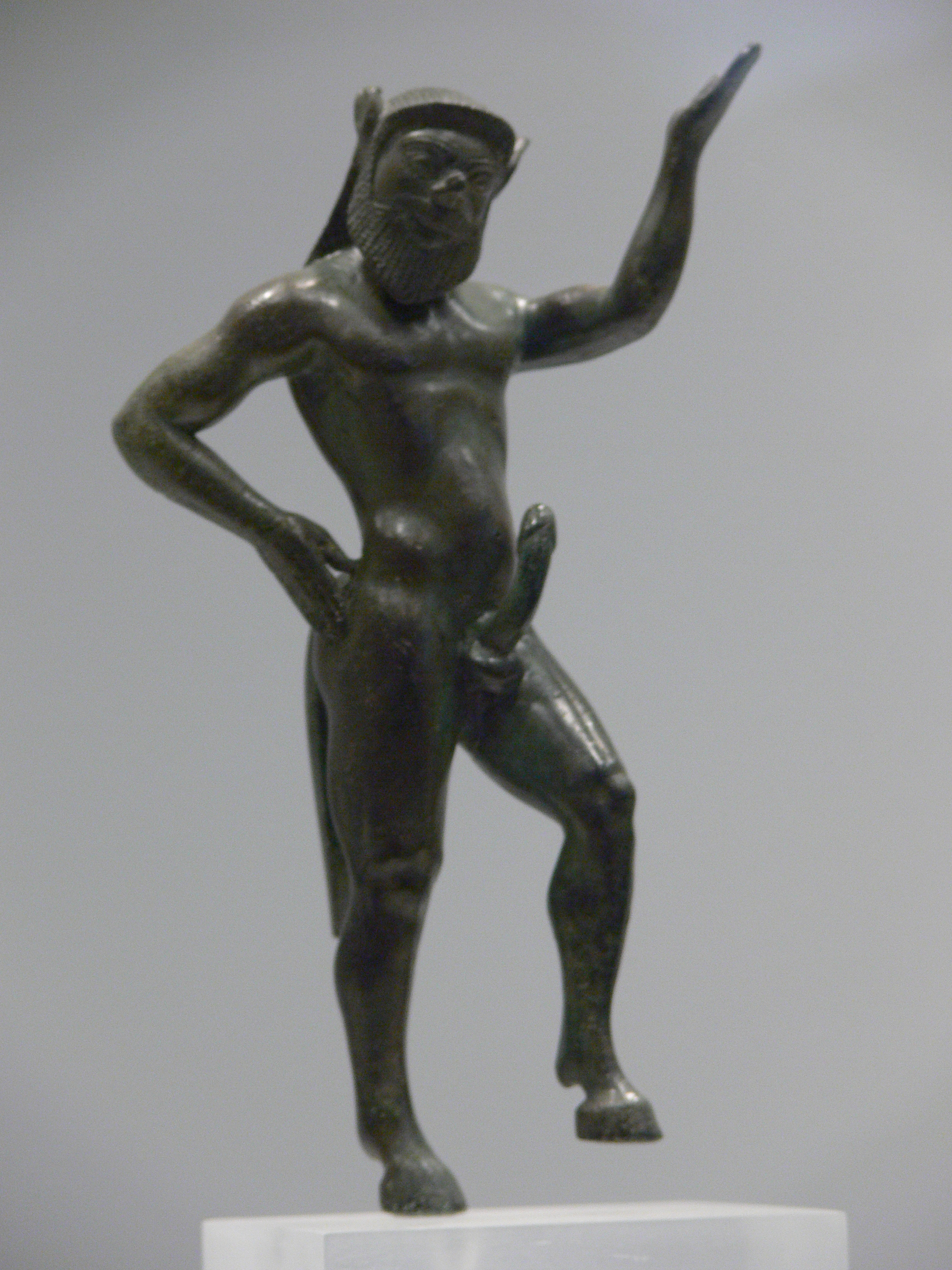
Antike Satyr-Skulptur mit Phallus im Archäologischen Nationalmuseum, Athen

Als Phallus (latinisierte Form des griechischen φαλλός phallós) bezeichnet man insbesondere in kulturgeschichtlichen Zusammenhängen den erigierten Penis des Menschen. Der Phallus gilt seit Jahrtausenden als Symbol für Kraft und Fruchtbarkeit.

## Kultische Verehrung
Die kultische Verehrung des Phallus ist in allen Teilen der Welt bezeugt. Aus Nordeuropa sind jungsteinzeitliche Felszeichnungen von Figuren mit erigiertem Glied erhalten, die eine kultische Bedeutung des Phallus nahelegen. Menhire werden ebenfalls als Phallussymbole eines Fruchtbarkeitskults gedeutet. Im Jahr 2004 wurde der Phallus von Schelklingen im Alb-Donau-Kreis in Baden-Württemberg gefunden, dessen Alter auf ungefähr 28.000 Jahre geschätzt wurde.
In Ägypten weist vor allem der Fruchtbarkeitsgott Min eine phallische Symbolik auf.
Im antiken Griechenland wird der Phallus vor allem mit Dionysos und Demeter in Verbindung gebracht, so dass er hier eine eindeutige Fruchtbarkeitssymbolik hat. Ebenfalls in Griechenland sowie später im Römischen Reich wurden im Zusammenhang mit dem Kult des Priapos große Statuen mit enormen, erigierten Gliedern aufgestellt. Als Ithyphallus wird die stark vergrößerte Nachahmung des Phallus bezeichnet; hauptsächlich in der griechischen Antike. Sie ist ein Fruchtbarkeitssymbol und schon in den ältesten Kulturen bekannt.
Im Hinduismus ist der Phallus unter dem Namen Linga ein Symbol des Gottes Shiva. Es ist unter Religionswissenschaftlern strittig, ob hier nicht die Symbolik eines prähinduistischen Steinkultes hereinwirkt; die steinerne Lingaform demnach ursprünglich nicht spezifisch als Phallus, sondern allgemein als magischer Ort oder Götterwohnsitz verehrt wurde.
Einige Völker in Südäthiopien (wie Burji, Hamar und Konso) trugen bei bestimmten traditionellen Zeremonien einen phallusartigen hölzernen Gegenstand (Oromo kallacca, auch kallačča) auf der Stirn, der als Überträger kosmischer oder spiritueller Energie fungieren sollte. Durch ethnologische Beschreibungen in der ersten Hälfte des 20. Jahrhunderts ist dieses Objekt als Phallussymbol in die wissenschaftliche Literatur eingegangen und wird heute auch von seinen Trägern als solches verstanden. In der zugeschriebenen Bedeutung können die mittlerweile zum Christentum bekehrten Völker die kallacca besser an Touristen verkaufen.
Zuweilen hatte der Phallus als Fascinum auch abergläubische Bedeutung als Schutz gegen den „Bösen Blick“ oder auch eine rein sexuelle Symbolik: Im Pompeji des 1. Jahrhunderts war er teilweise ein Wegweiser zu Bordellen.
Gläubige des Shintoismus feiern am Sonntag um den 15. März das Fruchtbarkeitsfest Hōnen-Matsuri in Komaki mit großen Phallussymbolen. Die Shintogötter werden um reiche Ernte, Wohlstand und gesunde Nachkommenschaft gebeten. Ein weiteres Fruchtbarkeitsfest ist das Kanamara-Matsuri in Kawasaki.

## Rezeption
Dem Phallus als dialektischem Zeichen (Signifikant) des Körpers kommt in der Psychoanalyse von Jacques Lacan eine besondere Bedeutung zu. Die Dialektik liegt hier in der Einheit des „Erhabenen“ (der Zeugung) und des „Niederen“ (dem Urinieren). Der Phallus bezeichnet hier nicht das Organ, sondern steht als Zeichen für den Ausgleich des Mangels im Symbolischen (vgl. auch Kastration, Kastrationsangst, Penisneid).
Dem Thema Phallus widmet sich das Isländische Phallusmuseum (isl. Hið Íslenzka Reðasafn) in Reykjavík, ebenso der Haesindang Park in Südkorea.